# Tecolutla
Tecolutla es un pueblo mexicano del estado de Veracruz ubicado en la costa del Golfo de México, localizado en la región del Totonacapan, en el norte de la entidad.

## Historia
Fue una población prehispánica totonaca, su nombre proviene de la palabra tecolote; con la terminación abundancia; tlan abundancia de tecolotes. En 1522, la flota de Juan de Grijalva descubrió el río Tecolutla y empezó la evangelización e introducción del idioma español. Después, en 1810, desde la actual zona de Papantla se promueve el movimiento independentista. Durante la Guerra de Independencia, el poblado fue utilizado para fines de desembarque de armas para el ejército de los insurgentes. En el año 1824 cuando se expidió el acta constitutiva de la federación, que creó al Estado de Veracruz;  Tecolutla terminó siendo un poblado bajo la jurisdicción de la provincia de Papantla. En el año de 1837, se habilita como aduana de cabotaje federal; y en 1838, ante la declaración del bloqueo por la fuerza naval francesa, el gobierno mexicano declaró que quedaban abiertos para el comercio exterior, entre otros puertos, el de Tecolutla. El 10 de mayo de 1847 llega frente a la barra de Tecolutla una fragata norteamericana La Germanten a fondear como parte de la invasión norteamericana la cabecera municipal la primera que se habilitó con categoría de pueblo. Cabe mencionar que en 1942, los buques tanque El Tuxpan y Las Chopas se vieron en la necesidad de naufragar como consecuencia de unos explosivos.

## Localización
La cabecera municipal se encuentra aproximadamente a 105 km de la capital estatal Xalapa, Veracruz, a unos 340 km de la Ciudad de México siendo el poblado costero más cercano a la capital del país. Sus principales actividades económicas son el turismo nacional (la mayoría de turistas provenientes del Estado de México, Ciudad de México y Puebla) a causa de ser la playa más cercana a tales estados; la pesca de mariscos regionales; el cultivo de temporal; y riego del plátano y maíz.

## Distancias

### Distancias desde las principales ciudades de México
- Ciudad de México 322 km
- Guadalajara 804 km
- Puebla 312 km
- Tijuana 3 029 km
- Monterrey 794 km
- Culiacán 1 493 km
- Mexicali 2 852 km

## Turismo

### Costa Esmeralda
Su playa es excelente para la práctica de deportes acuáticos, o pesca deportiva. Costa Esmeralda cuenta con un río llamado Río Filobobos, el cual sorprende y maravilla a sus visitantes gracias a sus rápidos y enormes cascadas. Costa Esmeralda cuenta con aproximadamente 900 hectáreas de manglares.

### Ecoturismo en Costa Esmeralda y Tecolutla
Tecolutla, al norte de la Costa Esmeralda, presenta más de 800 hectáreas de verdes manglares donde puedes disfrutar de paseos en lancha a lugares como la Cueva del Pirata, el Salón del Silencio o el Estero de la Mojarra. Tendrás oportunidad de apreciar especies endémicas y migratorias; y de igual manera disfrutar de una rica nieve. El campamento tortuguero Vida Milenaria es un orgullo de Tecolutla y de Costa Esmeralda, pues de las ocho especies de tortugas marinas que hay en el mundo, tres son protegidas por Vida Milenaria: La Lora, La Verde y La Carey.

### Festival del Coco
Este festival fue creado en el año de 1994 para realzar el mercado de dicho producto, el cual consiste en que los pobladores se reúnen con un ambiente costero y musical alrededor de las pailas calientes para elaborar el dulce de coco más grande del mundo e integrarlo año con año al World Records Guinness (cada año, los lugareños aumentan dos metros con respecto a la del año pasado para llevar una medida estándar).
Los festejos inician a mediados o finales del mes de febrero con la coronación de la reina, quien es elegida por un comité calificador, para ser la representante de esta festividad.
Para la elaboración de la cocada, se integran varios grupos los cuales, el capitán, será quien guíe, coordine y verifique que se prepare cierta cantidad de dulce y con cierto sabor como chocolate, vainilla, fresa, limón, café, maracuyá, piña, entre otros.  Azúcar, leche, dulce y coco son los ingredientes principales para elaborar la deliciosa y tradicional cocada.
En la cocada participa la misma comunidad, se arman grupos y cada grupo tiene un capitán, este organiza a su gente y cada grupo hace cierta medida de este dulce y con cierto sabor.  Se elaboran diferentes sabores y medidas para seguir contribuyendo cada año al récord. 
Para finalizar con su festejo, la cocada es ofrecida al turismo para ser degustada.

## Gastronomía
El municipio de Tecolutla del Estado de Veracruz, se caracteriza por tener una gastronomía natural y original además de ser muy interesante por ser un poblado costero y contar con un clima cálido-regular con temperatura media. Se pueden deleitar con una gran diversidad de platillos tecoluteños con mariscos, pescados y carne, la comida típica es el Guatape de camarón, que es una sopa de camarones con chile guajillo espesada con un poco de maíz. Otro platillo es el coco malayo que es base de coco entero relleno de mariscos horneado y gratinado, camarones a la diabla y el pescado tiquinchin que es pescado asado a la leña. En las bebidas se encuentra el famoso torito que está hecho con alcohol de caña producido directamente en el estado y con frutas naturales, este nombre lo adoptó porque cuando los obreros trabajaban, tenían sed y mucho calor agregaban el alcohol de caña y decían que se sentían grandes y fuertes para seguir trabajando. Hoy en día la bebida se ha ido perfeccionando y ahora ya hay de varios sabores y pueden ser elaboradas con distintas frutas exóticas, sin duda una bebida refrescante y deliciosa. Es importante destacar que hay productos elaborados con la pulpa del coco en combinación con frutos de la región y otros ingredientes. Las cocadas existen de diferentes sabores, tamarindo, mango, guayaba, limón, fresa, durazno, cacahuate, piña, licor de café, rompope, vainilla y la cocada horneada. A pesar de contar con platillos representativos del mar, también podemos gozar de un peculiar platillo de mucha costumbre en el totonacapan como lo es el Zacahuil; se hace a base de masa de maíz algo martajada con chile ancho, chile guajillo, chile pasilla, cebolla asada, ajo, manteca, diversas especias, polvos para hornear y piezas de carne de cerdo o guajolote, un deleite para cualquier paladar.